# Trioceros jacksonii xantholophus
Trioceros jacksonii xantholophus is een ondersoort van de Oost-Afrikaanse driehoornkameleon (Trioceros jacksonii).
De soort werd voor het eerst wetenschappelijk beschreven door Perri Eason, Gary W. Ferguson en James Hebrard in 1988. Oorspronkelijk werd de naam Chamaeleo jacksonii xantholophus gebruikt.
Trioceros jacksonii xantholophus komt oorspronkelijk voor in delen van Afrika en leeft endemisch in Kenia. De hagedis is daarnaast uitgezet in de Verenigde Staten in de staat Hawaï.